# Niko Takahashi
Niko Takahashi (japanisch 高橋 仁胡 Takahashij Niko; * 17. August 2005 in Cornellà de Llobregat (Katalonien)) ist ein japanisch-spanischer Fußballspieler.

## Karriere

### Verein
Niko Takahashi erlernte das Fußballspielen in den spanischen Jugendmannschaften vom San Cugat FC, UE Cornellà und dem FC Barcelona. Im Juli 2024 ging er nach Japan. Hier unterschrieb er in Osaka einen Vertrag beim Erstligisten Cerezo Osaka. Sein Erstligadebüt gab Takahashi am 2. März 2025 (3. Spieltag) im Auswärtsspiel gegen Albirex Niigata. Bei dem 2:2-Unentschieden wurde er in der 54. Minute für Kakeru Funaki eingewechselt.

### Nationalmannschaft
Niko Takahashi spielt seit 2022 für die japanische U20-Nationalmannschaft. Mit dem Team nahm er 2023 an der U20-Asienmeisterschaft teil. Hier schied man im Halbfinale gegen den Irak aus. Im gleichen Jahr nahm er mit der U20 an der U20-Weltmeisterschaft in Argentinien teil. Hier schied man nach der Vorrunde aus.

## Sonstiges
Niko Takahashi ist der Sohn eines Argentiniers und einer Japanerin.